# Riehlia
Riehlia är ett släkte av skalbaggar. Riehlia ingår i familjen vivlar.
Kladogram enligt Catalogue of Life:
| Riehlia | \| \| Riehlia grisescens \| \| \| \| |
|         | \| \| Riehlia grisescens \| \| \| \| |
|         | Riehlia grisescens                   |
|         |                                      |